# Михримах-султан (дочь Махмуда II)
Михрима́х-султа́н (тур. Mihrimah Sultan), также Михрюма́х-султа́н (тур. Mihrümah Sultan; 1812 год, Стамбул — 1838 год, там же) — дочь османского султана Махмуда II от его жены Хаджие Хошьяр Кадын-эфенди. Её супругом был военный деятель Бурсалы Мехмед Саид-паша. Михримах, вероятно, болела туберкулёзом и скончалась, предположительно, при родах в возрасте 26 лет.

## Биография

### Происхождение и ранние годы
Михримах-султан родилась в Стамбуле и была дочерью османского султана Махмуда II от Хошьяр Кадын-эфенди. Турецкий историк Недждет Сакаоглу писал, что родилась Михримах 6 июня 1812 года, однако в источниках встречается вариант 29 июня — этой даты придерживался турецкий историк Чагатай Улучай. Османист Энтони Олдерсон указал датой рождения Михримах 9 июня 1812 года. Османский историк Сюрея Мехмед-бей указал, что Михримах родилась в июне 1812 года.
У Михримах было больше тридцати братьев и сестёр, однако достоверно неизвестно, приходился ли ей кто-то из них полнородным. Улучай отмечал, что в тот же год, что и Михримах, у султана Махмуда II родилось ещё двое детей — шехзаде Баязид и Шах-султан — и о рождении всех троих детей объявляли по всей империи.
Дворцовое образование Михримах получала вместе с сестрой Салихой, которая была на год старше.

### Брак
Сакаоглу писал, что в 1835 году султан Махмуд выбрал в мужья Михримах генерал-лейтенанта (тур. Asakir-i Hassa feriki) и бывшего стража пролива Чанаккале Бурсалы Сейида Саида Мехмеда-пашу. Олдерсон же и Улучай называли Мехмеда Саида-пашу капуданом-пашой. Желая заключить этот брак как можно скорее, Махмуд II посчитал благоприятным временем для торжеств начало апреля 1836 года, тогда как на конец того же месяца были назначены церемония обрезания единокровных братьев Михримах Абдул-Меджида и Абдул-Азиза; местом торжеств был выбран дворец в Бешикташе. По случаю бракосочетания с двадцатитрёхлетней Михримах-султан Саид-паша, которому было всего тридцать лет, получил звание мюшира. Вместе с тем, согласно записи в одном из дворцовых журналов Саид-паша стал женихом 15 августа 1835 года, а сам брак был заключён 9 мая 1836 года во дворце Бебек. Историк того периода Хафыз Ахмет Лютфи же писал, что торжества начались 28 апреля 1836 года, а завершились в первую неделю мая. Олдерсон указал 28 апреля 1836 года датой заключения брака, эту же дату Улучай указал датой начала свадебных торжеств. Улучай отмечал, что приданое Михримах собирали в течение года, а столь поздний брак — на момент свадьбы Михримах-султан уже исполнилось 24 года — был обусловлен хрупким здоровьем султанши.
Согласно труду «История Лютфи» историка Хафыз Ахмета Лютфи, религиозная церемония была проведена в соответствии с традициями в покоях Хырка-и Саадет (тур. Hırka-i Saâdet) дворца Топкапы. Приданое с пышной церемонией в сопровождении религиозных и государственных деятелей было доставлено из Диванйолу, где располагалось казначейство сераскера, в султанский дворец; за шествием наблюдало множество людей, заполонившее обе стороны улицы. После религиозной церемонии султан благословил свою дочь. Празднования бракосочетания прошли в Бешикташе на холме Долмабахче в особняке Байылдым и примыкающем к нему саду Долмабахче. На праздник была приглашена султанская семья, послы иностранных государств, визири, улемы и другие государственные деятели, для которых были разбиты палатки. По вечерам на улицах столицы и в порту зажигали праздничную иллюминацию. 8 мая прошло помолвочное шествие, на следующий день — свадебное шествие. Церемония обрезания шехзаде прошла в Кягытхане в последующие после свадьбы дни. Улучай писал, что по случаю свадьбы высшим государственным и религиозным деятелям были розданы кошели с золотом, каждый суммой в 15 или 5 тысяч курушей; также было розданы кошели жителям гарема и Эндеруна на общую сумму в 48 500 курушей.
Мольтке, один из иностранцев, присутствовавших на свадьбе Михримах-султан, писал в «Письмах из Турции», что послам в особняке, все окна которого выходили к Босфору, был дан великолепный банкет, а в это время на лужайке перед дворцом выступали канатоходцы, конные акробаты и иранские мимы; женщины, одетые в свободные ферадже и белые платки, сидели рядами на склоне холма; в большом шатре, где состоялся праздничный обед, был накрыт стол на сто человек; накануне было доставлено приданое невесты, для перевозки которого понадобилось 40 мулов, 20 повозок и 160 носильщиков; в день свадьбы Михримах была передана мужу, которого никогда не видела. Мольтке писал, что султанша передвигалась в великолепной повозке, запряжённой шестью жеребцами, подаренными «Русским колоколом».
Джулия Пардо, присутствовавшая на торжествах в числе других иностранцев, оставила подробные описания церемоний, протоколов, гостей, молитв, угощений, приданого и развлечений в Кягытхане. Она отмечала, что «хотя Михримах была младшей [sic] из дочерей Махмуда, Саид-паша был самым привлекательным зятем дворца, и султан выбрал красавца Саида-пашу из семи кандидатов, предложенных на роль [мужа] этой дочери»; Пардо также писала, что Мехмед-паша вырос во дворце, а его духовным отцом был сераскер Дамад Халиль-паша.
После свадьбы Саид-паша был назначен командующим армией в звании маршала. Для проживания супругам был выделен и капитально отремонтирован прибрежный дворец Бейхан-султан в Арнавуткёйском Акынтыбурну. Дворец был разрушен единокровным братом Михримах Абдул-Меджидом после её смерти.
В 1837 году супруг Михримах был снят с должности и выслан в Бурсу, что очень расстроило султаншу. Однако благодаря заступничеству матери Михримах Хошьяр Саид-паша был прощён и возвращён в Стамбул.

### Смерть и память
Недждет Сакаоглу писал, что Михримах-султан, вероятно, была больна туберкулёзом, а в 1838 году болезнь усугубилась беременностью султанши. По мнению Сакаоглу, она умерла в возрасте двадцати шести лет в Стамбуле 31 августа 1838 года, однако он отмечал, что существует версия, что она скончалась 12 июля. Даты 12 июля 1838 года придерживался и Олдерсон. Улучай не упоминал о беременности Михримах, однако он, как и Сакаоглу, писал, что султанша скончалась от туберкулёза 31 августа 1838 года (10 раби аль-ахир 1254 года по хиджре). Сюрея писал, что Михримах скончалась 12 июня 1838 года (19 раби аль-ахир 1254 года по хиджре). Михримах-султан была похоронена в мавзолее своей бабки по отцу Накшидиль-султан в Фатихе.
Мехмед-паша пережил жену на 30 лет. Хошьяр же скончалась в 1859 году в Стамбуле вскоре после возвращения из паломничества в Мекку.
В память о дочери Махмуд построил фонтан-чешме, примыкающий к стене мечети Нишанджилар в Эюпе. Младшая сестра Михримах Адиле-султан посвятила ей стихи. В 1844 году Хошьяр Кадын-эфенди построила медресе в память о дочери и приёмной матери Бейхан.

## Комментарии
1. ↑  Улучай указал 29 июня 1812 года, что, по его мнению, соответствовало 18 джумада аль-ахира 1227 года по хиджре[2].